# متلازمة بينا – شوكير
متلازمة بينا – شوكير (بالإنجليزية Pena-Shokeir syndrome ) هو اضطراب وراثي نادر الطفرة، ينجم عن نقص السائل الأمنيوسي داخل الرحم و تورث بصفة جسمية متنحية، يتميز باعوجاج المفاصل العصبية، التشوهات في الوجه، ونقص تنسج الرئة والميزات الناتجة عن تشوه الجنين تعذر الحركة.اكتشفت هذه المتلازمة عام 1974 من قبل الطبيب بينا شوكير (Pena-Shokeir) وتصنف تحت اسم متلازمات اعوجاج المفاصل (Arthrogroposis multiplex ).

## الأعراض
تظهر الأعراض على شكل فشل نمو داخل الرحم، وتكون العينان بارزتان والأذنان صغيرتا الحجم وارتدادهما للخلف، والفم والفك السفلي صغيران ويكون هناك اعوجاج في المفاصل الكبيرة وانحراف في الذراع، كذلك يشاهد نقص في تخلق الرئتين، وغياب الخصيتين، ورقبة قصيرة، وبشكل أقل تشوهات قلبية وشفة أرنبية، وبعد الولادة يحدث تنكس في الجملة العصبية المركزية والعصبونات المحركة في النخاع الشوكي.

## العلاج
لا يوجد علاج شاف. كما أن الاستشارة الوراثية ضرورية إذا كان هناك تكرر للمرض في العائلة. واحتمال تكرر المرض قليل جداً خاصة إذا لم يكن هناك سوابق مشابهة.

## وصلات خارجية
http://www3.ncbi.nlm.nih.gov/htbin-p...dispmim?208150%5Bوصلة+مكسورة%5D
http://www.gfmer.ch/genetic_diseases_v2/gendis_detail_list.php?cat3
http://www.sonoworld.com/fetus/page.aspx?id=432